# Okręg Braiła
Braiła (rum. Brăila) – okręg we wschodniej Rumunii (Wołoszczyzna), ze stolicą w mieście Braiła. W 2011 roku liczyła 321 212 osób. Okręg ma powierzchnię 4766 km², zaś jego gęstość zaludnienia wynosiła 67,4 osób/km².

## Struktura narodowościowa
Według spisu ludności z roku 2011 okręg Braiła zamieszkiwały następujące narodowości:
- Rumuni - 90,9%
- Romowie - 2,7%
- Rosjanie - 0,604%
- Turcy - 0,057%
- Grecy - 0,057%
- Węgrzy - 0,019%
- Włosi - 0,013%
- Macedończycy - 0,011%
- Niemcy - 0,010%
- Ukraińcy - 0,009%

## Miasta
- Braiła
- Făurei
- Ianca
- Însurăței

## Gminy
- Bărăganul
- Berteștii de Jos
- Bordei Verde
- Cazasu
- Chiscani
- Ciocile
- Cireșu
- Dudești
- Frecăței
- Galbenu
- Gemenele
- Grădiștea
- Gropeni
- Jirlău
- Mărașu
- Măxineni
- Mircea Vodă
- Movila Miresii
- Racovița
- Râmnicelu
- Romanu
- Roșiori
- Salcia Tudor
- Scorțaru Nou
- Siliștea
- Stăncuța
- Surdila-Găiseanca
- Surdila-Greci
- Șuțești
- Tichilești
- Traian
- Tudor Vladimirescu
- Tufești
- Ulmu
- Unirea
- Vădeni
- Victoria
- Vișani
- Viziru
- Zăvoaia